# Sofija Sergejevna Trubeckaja
Sofija Sergejevna Trubeckaja (rusky Софья Сергеевна Трубецкая, francouzsky také Sophie Troubetzkoi, 13.jul./25. březnagreg. 1838, Petrohrad – 27. července 1898, Madrid) byla rusko-francouzská šlechtična a politička u španělského královského dvora.

## Život

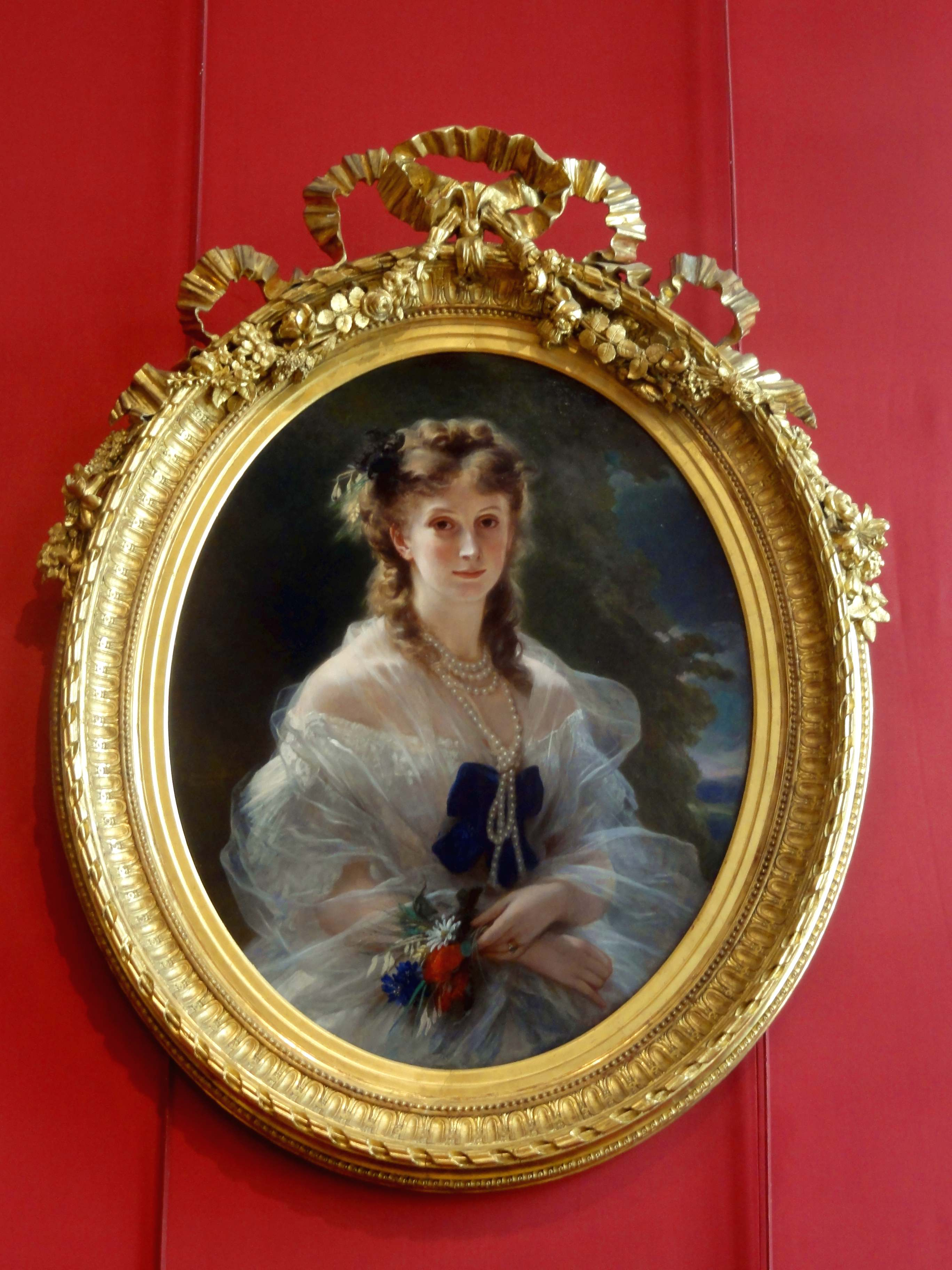
Sofia Sergejevna Trubeckaja (F. X. Winterhalter, 1863, Musée du Second Empire)

Narodila se jako dcera knížete Sergeje Vasiljeviče Trubeckého, který se na naléhání cara Mikuláše I. v roce 1838 oženil se svou oblíbenkyní Jekatěrinou Petrovnou Musin-Puškinovou (1816–1897). Krátce po narození Sofie se však rodiče rozvedli. Sergej Trubeckoj odešel na Kavkaz a Jekatěrina se s malou dcerkou usadila v Paříži.
V roce 1848 Sofija nastoupila do francouzské internátní školy. Přání adoptovat Sofii projevila princezna Matylda Bonapartová a požádala cara Mikuláše I. o svolení. Ten však rozhodnutí nechal na Soffi. Ta se vrátila do Petrohradu jako jeho chráněnka a v roce 1852 byla přijata do Jekatěrinského institutu. V roce 1855, kdy absolvovala školu Mikuláš I. zemřel a carevna vdova Alexandra Sofii odmítla jmenovat dvorní dámou.
Sofija se dostala do péče svých tet, kněžny Marii Vasiljevny Voroncovové a hraběnky S. V. Ribopjerové, které z toho nebyly nadšené. Když při korunovaci nového Alexandra II. učinil Sofii nabídku k sňatku o generaci starší francouzský vyslanec Charles de Morny, nevlastní bratr Napoleona III., Sofija ji přijala.
Po svatbě v lednu 1857 v Petrohradu pár na jaře odcestoval do Paříže a ubytoval se v Hôtel de Lassay. Po narození čtyř svých dětí začala Sofija cestovat. Její první cesta vedla do Moskvy ke Konstantinu Pavloviči Naryškinovi, kde její vystupování extravagantní pařížské krásky vyvolalo senzaci. Nedůvěřovala však Napoleonovi III. a podporovala Bourbony, takže nebyli vítáni na plesech v Tuilerijském paláci a sblížila se s ruskou společností. Její skvostný salon navštěvovalo mnoho ruských a polských aristokratů. Manželé se odcizili a v roce 1865 Charles de Morny zemřel.
Sofija se seznámila se španělským bratrancem císařovny Evženie vévodou z Alburquerque, Josém Osorio y Silva, za něhož se v březnu 1869 provdala. Pár žil střídavě v Paříži a Madridu. Díky rodinným vazbám měla blízko ke královně Izabele II., která po zářijové revoluci v roce 1868 uprchla do Francie a udělila Sofii řád královny Marie Luisy.
V roce 1870 Sofija nechala vztyčit první vánoční stromek ve Španělsku a s manželem podporovali snahy na návrat Bourbonů do Španělska. 30. prosince 1874 královnin syn Alfons XII. skutčně nastoupil na španělský trůn. Sofija a její manžel nyní hráli významnou roli u španělského dvora až do královy smrti. V roce 1885 převzala regentství vdova královna Marie Kristýna.
Sofija Sergejevna Trubeckaja zemřela 27. července 1898 v Madridu a byla pohřbena v Paříži na hřbitově Père Lachaise, nedaleko hrobu svého prvního manžela.

## Manželství a potomci
- 1. Marie Eugénie (25. 5. 1857 Paříž – 16. 6. 1883 tamtéž)[6]
⚭ 1877 José Ramón Gil Francisco de Borja Osorio y Heredia (21. 8. 1854 Madrid – 23. 11. 1919), hrabě de la Corzana
- 2. August (25. 11. 1859 Paříž – 14. 7. 1920 tamtéž), 2. vévoda z Morny[7]
⚭ 1886 Carlota de Guzmán-Blanco y de Ybarra (29. 3. 1868 – 4. 6. 1939)[7]
- 3. Serge (26. 11. 1861 Paříž – 7. 3. 1922 tamtéž), svobodný a bezdětný[8]
- 4. Mathilde (26. 5. 1863 Paříž – 29. 6. 1944 tamtéž), umělkyně, sochařka a malířka, udržovala dlouholetý lesbický poměr se spisovatelkou Colette,[9] celý život se stylizovala jako muž, nosila pánské oblečení a nechala se přezdívat jako Yssim, pan markýz či strýček Max[10]
⚭ 1881 Jacques Godart, 6. markýz de Belbeuf (27. 5. 1850 Paříž – 22. 1. 1906 tamtéž)[11] jejich manželství byla pouhá zástěrka pro zakrytí homosexuální orientace obou manželů, manželství bylo nešťastné a bylo rozvedeno roku 1903[12]